# ロバート・マイルズ
ロバート・マイルズ（Robert Miles、本名: ロベルト・コンチーナ（Roberto Concina）、1969年11月3日 - 2017年5月9日）は、スイスのヌーシャテル出身でイタリア育ちのドリームトランス、ハウス、テクノ、トランス、アンビエント、その他のエレクトロニック・ダンス・ミュージックの音楽家、作曲家、音楽プロデューサー、DJである。

## 生い立ち
マイルズはスイスのフルリエで、イタリア系移民である両親アントニエッタ・ラウロとアルビノ・コンシーナの間に生まれた。
家族は彼がまだ幼い頃イタリア・フリウーリの小さな町ファガーニャへと移住した。マイルズは自身が青春時代を過ごしたフリウーリでピアニストとして腕を上げ、1984年には音楽業界へ進出した。彼は複数のイタリアのナイトクラブや民間放送局のDJとしてキャリアを積み始め、1990年には私財を投じて彼個人の録音スタジオと海賊放送局を立ち上げた。

## 経歴

### 1994年–1997年: ブレイクと『ドリームランド』
1994年、マイルズはアコースティック・ギターにソフトウェア・シンセサイザーでエフェクトをかけたトランス/チルアウトの作品「チルドレン」を作曲した。この曲は後にピアノのメロディを乗せた「ドリームトランス」としてリミックスされた。1995年のシングルの発売時、その売り上げは出足こそ低調であったが、2週以内にヨーロッパ全土を併せて35万枚を売り上げ、多くの国のレコードチャートで首位を飾った。BBCのラジオ番組『エッセンシャル・セレクション』は「Essential Tune of The Week」にこの曲を3週連続で選んだが、これは前例のないことだったため、マイルズと契約を結ぼうとするレコード会社の間で激しい競争が起きた。結局、ダイナミック・ミュージックのガイルズ・グッドマンの手によって「チルドレン」はデコンストラクション・レコードにライセンスされることとなった。ユーロ・ホット100チャートで13週連続1位の座を獲得した後、1997年までに「チルドレン」は世界中で500万枚以上の売上を達成した。「チルドレン」の売上によってマイルズは数多くの国でプラチナレコードを獲得し、ブリット・アワードのBEST INTERNATIONAL NEWCOMER賞 やワールド・ミュージック・アワードのWorld's Best Selling Male Newcomer賞など、様々な賞を受賞した。
マイルズの次のシングル「フェイブル」はドリュー・バリモアとダグレイ・スコットが主演した映画『エバー・アフター』の予告編に使用された。ファースト・アルバムである『ドリームランド』は1996年6月7日にヨーロッパで発売された。約一月遅れで発売されたアメリカ版の『ドリームランド』にはポーランドの女性歌手エディータの「ワン・アンド・ワン」のマイルズによるカバーが追加トラックとして収録されていた。このカバーソングはユーロ・ホット100チャートで6週連続で1位を獲得するなど好評を博し、後にシングルカットされてヨーロッパとアメリカで発売された。

### 1997年–1998年: 『23AM』
1997年の11月、マイルズは新たなシングルである「フリーダム」を発表した。かつてシスター・スレッジに所属していた歌手ケイシー・スレッジが客演したこの曲は、彼の2枚目のアルバムである『23AM』の主要な曲の一つとなった。クラブ志向であった先のアルバム『ドリームランド』と比較すると、『23AM』はマイルズの特徴であるピアノ・サウンドはそのままに、より歌詞に主体を置いた曲が集められている。

### 1998年–2002年: レーベルからの離脱と『Organik』
2001年、マイルズはBMG傘下のデコントラクション・レコードやロンドンにおけるマネージャーと袂を分かち、自身のインディーズレーベルであるソルト・レコードを2001年に立ち上げ、Smoke cityのニナ・ミランダを客演としたシングル曲「Paths」を含んだ3枚目のアルバム『Organik』をリリースした。このアルバムには他にも客演としてトリロク・グルトゥ、ビル・ラズウェル、ニティン・ソウホニーが参加している。
『Organik』に収録された楽曲は『ボーン・アイデンティティー』、『デリダ』、『シティ・オブ・ゴースト』といった様々な映画の劇伴として用いられた。アメリカでは『Organik』はナラダ・プロダクションのサブレーベルであるシャクティ・レコードにライセンス契約された。2002年には殆どの収録曲が『Organik』の収録曲のリミックスであるアルバムが発売されたが、このアルバムはそのまま『Organik Remixes』と題された。このアルバムはマイルズ本人のウェブサイトで開かれたリミキシング・コンテストの入賞曲や、フューチャー・サウンド・オブ・ロンドン、リトン、アレックスキッドなどの著名アーティストによるリミックスを収録している。またこのアルバムには歌手アメリア・カニーを客演とした新曲「Bhairav」も収録されている。

### 2004年–2005年: 『Miles_Gurtu』
2004年には4枚目のアルバム『Miles_Gurtu』が発売された。このアルバムはパーカッショニストであるトリロク・グルトゥとのコラボレーション・アルバムであり、ジャズやエレクトロニカの要素を含んでいる。このアルバムにはニティン・ソウホニーやジョン・ソーン、マイク・パト、ポール・ファルーンらも参加している。

### 2011年–2017年: 『サーティーン』
2011年2月、『サーティーン』と名付けられたマイルズの5枚目のアルバムがソルト・レコードから全世界にリリースされた。このアルバムはキング・クリムゾンのロバート・フリップや、デイブ・オクームー、ジョン・ソーン、マイク・パト、ダビデ・ジョバンニーニらが客演として参加している。このアルバムに、マイルズはオルタナティヴ・ロックやプログレッシブ・ロックに、アンビエントやエレクトロニカのサウンドスケープを加えた曲を収録した。
また、マイルズは『ライフ』誌を取り扱ったピーター・ベヤックのドキュメンタリー映画『The Turn of This Century』の劇伴も提供した。
2012年には彼はFMとオンライン両方で放送されるラジオ局「OpenLab」を立ち上げ、スペインのイビサ島から放送を開始した。これは文化、芸術、メディア、技術、イノベーションをまとめて取り扱う最先端のプロジェクトである。
2017年5月9日、転移性がんにより47歳で死去。

## ディスコグラフィ

### スタジオ・アルバム
- 『ドリームランド』 - Dreamland (1996年、DBX)
- 『23AM』 - 23am (1997年、DBX)
- Organik (2001年、Salt)
- Miles_Gurtu (2004年、Salt) ※with トリロク・グルトゥ
- 『サーティーン』 - Thirteen (2011年、Salt)

### コンピレーション・アルバム
- In the Mix (1997年、Urban)
- Renaissance Worldwide: London (1997年、404 Music Group) ※with Dave Seaman
- Organik Remixes (2002年、Salt)
- Remember Robert Miles (2017年、Smilax)

### シングル
- "Ghost" (1994年) ※Roberto Milani名義
- "Outbreak" (1995年) ※Roberto Milani名義
- "Red Zone" (1995年)
- 「チルドレン」 - "Children" (1995年)

フジテレビ系列で放映された深夜音楽番組『BEAT UK』でUKシングルチャート1位を獲得（後にシングル「ワン・アンド・ワン」も1位を獲得）。
- 「フェイブル」 - "Fable" (1996年)

リミックス含め、多くのバラエティ番組やドラマなどで用いられている。映画『エバー・アフター』の公式CMソング（Fable Message Version）、日本テレビ系『ザ!鉄腕!DASH!!』（Fable Dream Version）などで使用されている。
- 「ワン・アンド・ワン」 - "One and One" (1996年) ※featuring Maria Nayler
- 「フリーダム」 - "Freedom" (1997年) ※フィーチャリング・ケイシー・スレッジ
- "Full Moon" (1998年)
- "Everyday Life" (1998年)
- "Paths" (2001年) ※featuring Nina Miranda
- "Improvisations: Part 2" (2002年)
- "Connections" (2002年)
- "Miniature World" (2011年)